# Midland/Huronia Airport
Midland/Huronia Airport är en flygplats i Kanada.   Den ligger i provinsen Ontario, i den sydöstra delen av landet, 300 km väster om huvudstaden Ottawa. Midland/Huronia Airport ligger 234 meter över havet.
Terrängen runt Midland/Huronia Airport är platt.Närmaste större samhälle är Midland, 8,1 km nordost om Midland/Huronia Airport. 
Omgivningarna runt Midland/Huronia Airport är en mosaik av jordbruksmark och naturlig växtlighet. Runt Midland/Huronia Airport är det ganska glesbefolkat, med 35 invånare per kvadratkilometer.